# Systelloderes grandis
Systelloderes grandis är en insektsart som beskrevs av Delane C. Kritsky 1978. Systelloderes grandis ingår i släktet Systelloderes och familjen Enicocephalidae. Inga underarter finns listade i Catalogue of Life.